# Scarabée japonais
Popillia japonica
Espèce
Le Scarabée japonais (Popillia japonica) est une espèce d'insectes coléoptères de la famille des Scarabaeidae.
Originaire de l’est de l’Asie (principalement des grandes îles du Japon), le scarabée japonais a été accidentellement introduit aux États-Unis en 1916. La présence du scarabée japonais a été signalée pour la première fois au Canada en 1939 à Yarmouth en Nouvelle-Écosse. Depuis, l’espèce continue d’étendre sa distribution aux États-Unis et au Canada, et est désormais classée espèce envahissante en Amérique du Nord,. L'espèce est aussi bien présente en Italie du Nord, dans la plaine du Pô et depuis 2017 en Suisse en continuité avec la zone envahie du nord de l'Italie. Plusieurs nouvelles populations ont également été détectées dans le nord de la Suisse en 2023 et 2024.

## Description
Sous sa forme adulte, le scarabée japonais est de forme ovale et mesure environ 10 mm de long et 6 mm de large. Sa tête, son abdomen ainsi que son thorax sont d’une couleur vert métallique. Ses élytres, aussi appelés « couvertures alaires » (sorte de carapace recouvrant les ailes) sont de couleurs brun cuivre et les côtés de son abdomen sont entourés de touffes de poils blancs,,,,,.

## Stades de développement
Le scarabée japonais est un insecte à métamorphose holométabole. Cela signifie que son développement biologique nécessite une métamorphose complète qui passe par quatre étapes,,,, :
1. l’œuf est de forme elliptique, de couleur blanche et mesure environ 1,5 mm de long ; les œufs sont enfouis à 8 cm sous la surface du sol où poussent des graminées ; l’éclosion se fait après deux semaines ;
2. la larve est de couleur blanc crème avec une tête brun-roux et sa forme ressemble à un « C ». Au terme des trois stades larvaires, la larve mesure 25 mm de long. Les larves sont enfouies près des racines fibreuses d’une plante ;
3. la nymphe ressemble à l’adulte. Elle a environ la même taille et les mêmes couleurs. Par contre, ses six pattes et ses antennes sont repliées sur son corps. À ce stade, la nymphe est toujours enfouie sous la surface du sol ;
4. Une fois adulte, la durée de vie normale d’un scarabée japonais est de 30 à 45 jours.

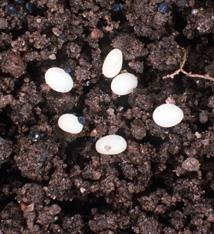
Scarabée japonais au stade œuf.
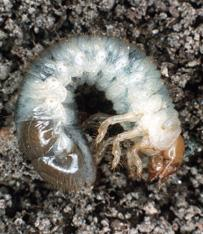
Scarabée japonais au stade larvaire.
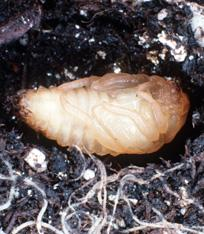
Scarabée japonais au stade de nymphe.
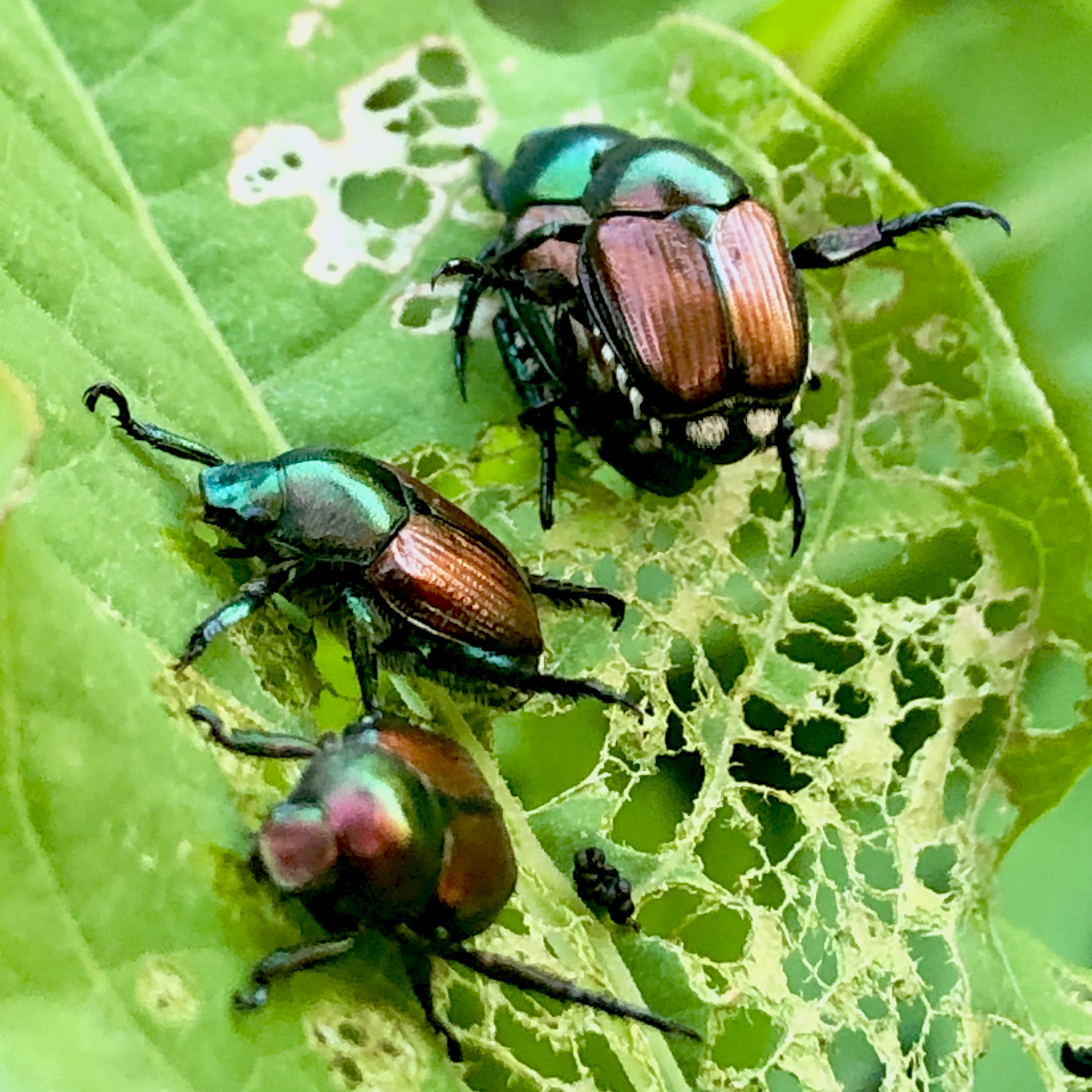
Quatre imagos sur une feuille, dont deux qui s’accouplent.

## Cycle de développement biologique
,,,,
Le cycle de développement biologique du scarabée japonais est univoltin, c'est-à-dire qu’une seule génération d’insectes apparaît chaque année. Dans certaines régions plus fraîches, une proportion des scarabées japonais peut mettre deux ans à compléter son cycle de développement.
Après chaque accouplement, les femelles pondent trois ou quatre œufs qu’elles enfouissent à environ 8 cm sous la surface du sol (oviposition). De façon générale, une femelle peut pondre jusqu’à soixante œufs pendant sa vie.
L’éclosion des œufs se fait ordinairement deux semaines après l’enfouissement. Aussitôt écloses, les larves se déplacent vers la surface et se nourrissent des racines de graminées.
Du mois d’août au mois d’octobre, les larves subissent deux mues successives et continuent à se nourrir. Lorsque les temps froids arrivent, les larves ont normalement atteint le troisième stade larvaire et cessent de s’alimenter pour se réfugier à une profondeur de 5 à 31 cm sous la surface du sol. Au printemps de l’année suivante, les larves remontent vers la surface pour se nourrir.
Du mois d’avril jusqu’au début du mois de juin, les larves se transforment en nymphes. Après une diapause d'environ deux semaines au stade de nymphe, les adultes émergent du sol entre la fin juin et le début juillet.
Une fois adulte, les scarabées japonais passent les sept à dix premiers jours de leur vie à se nourrir sur des plantes basse (ex : herbes). Dès que la température atteint les 21 °C les scarabées sont en mesure de voler et ils s’attaquent alors aux arbres, aux arbres fruitiers, aux fleurs et puis aux plantes cultivées telles que le maïs et le soja. Le vol des scarabées est généralement désorienté, sauf s’ils repèrent le stimulus chimique d’une plante dont ils se nourrissent ou encore des phéromones sexuelles.
L’accouplement et la ponte des œufs débutent très rapidement après l’émergence des adultes au-dessus du sol. Les femelles sécrètent une phéromone qui attire les mâles et qui les poussent à s’accoupler en groupe.

## Alimentation et plantes hôtes
,,,

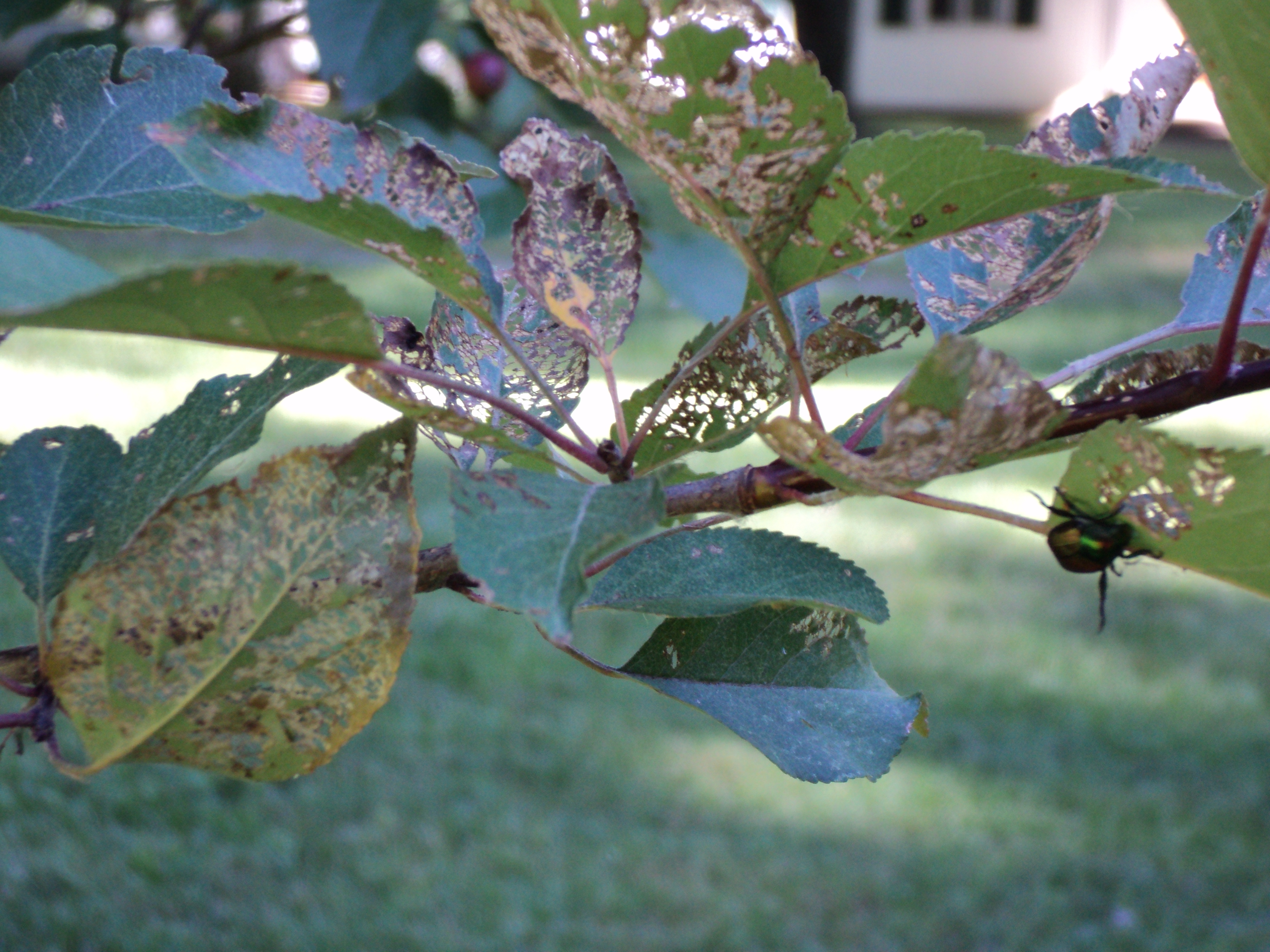
Feuilles squelettiques de pommetier attaqué par le scarabée japonais.

Au stade larvaire, les larves se nourrissent des racines de graminées comme le gazon, le blé, l’avoine, l’orge et le maïs mais aussi de légumineuses telles que le trèfle et la luzerne et même de certaines plantes potagères comme le fraisier, la carotte et la pomme de terre. La racine de graminée préférée des larves est celle du gazon.
Au stade adulte, les scarabées préfèrent se nourrir de plantes qui sont très exposées au soleil. De manière générale, les scarabées commencent par consommer les feuilles du sommet de la plante pour ensuite progresser vers la base. Les scarabées japonais se concentrent sur la surface supérieure des feuilles dont ils consomment les tissus qui se trouvent entre les nervures. Finalement, la feuille a un aspect de dentelle ou de squelette et les feuilles les plus affectées prennent rapidement une teinte brune et finissent par tomber
Les scarabées japonais sont surtout actifs les jours d’été très ensoleillés lorsque la température varie entre 21 °C et 35 °C et que l’humidité relative est de plus de 60 %. À noter, les activités trophiques du scarabée sont réduites lorsque le temps est nuageux et venteux et elles s’arrêtent complètement les jours de pluie. De façon générale, les scarabées japonais se regroupent en amas sur les feuilles pour s’alimenter. Ce regroupement s’expliquerait par le fait que les scarabées japonais sont attirés par le mélange complexe de volatils chimiques relâchés par les feuilles lorsqu’elles sont endommagées par l’alimentation. Ces odeurs faciliteraient la localisation d’une plante hôte et d’un partenaire sexuel chez le scarabée japonais.
Le scarabée japonais est un insecte polyphage qui se nourrit du feuillage d’une grande variété de plantes hôtes. Environ 300 espèces de plantes et de végétaux peuvent être attaquées par le scarabée japonais. Les plantes qui subissent généralement le plus de dommages sont l’érable, le pommier, l’abricotier, le cerisier, le prunier, le rosier, le maïs, le soja, les framboisiers, le bouleau, l’orme, le tilleul, etc.

## Espèce exotique envahissante

### En Amérique du Nord
,
Au Canada et aux États-Unis, la propagation du scarabée japonais n’est pas contrôlée par un prédateur naturel. Sa prolifération est rapide et elle cause d’importants dommages à l’environnement et à l’économie canadienne et américaine. Contrairement au Japon où les terres ne sont généralement pas adaptées au développement des larves de scarabées japonais, l’Amérique du Nord offre un milieu de développement idéal aux larves grâce à ses grandes étendues de gazon vert.
la mouche du scarabée (Istocheta aldrichi) est maintenant très présente en Amérique du Nord , ceci permettra de contrôler la prolifération de l’espèce.

#### Conséquences de la propagation du scarabée Japonais
,
- L’invasion du scarabée japonais au Canada et aux États-Unis a un impact sur la vente et l’exportation de matériel de pépinière provenant des régions infestées.
- Les dommages causés au gazon, aux fleurs et aux arbres engendrent des coûts économiques importants pour les parcs, les terrains de golf, les pépinières, les centres de jardin, les cultures de graminées et les plantes potagères.
- La présence de scarabées japonais exige une période de quarantaine avant son commerce et des investissements importants en pesticides.

#### Réglementation et contrôle de la propagation
,

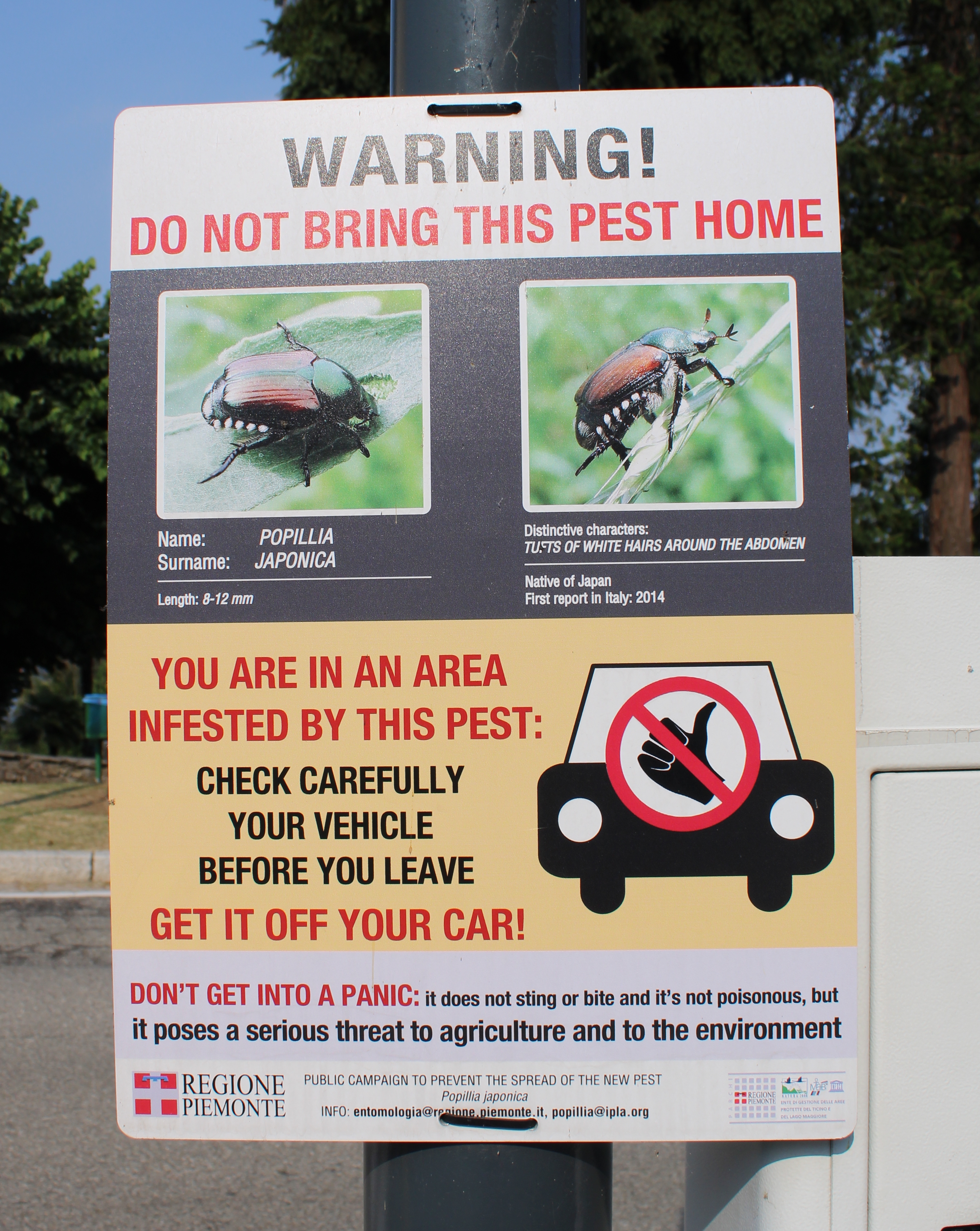
Panneau de mise en garde pour les automobilistes à Stresa (Italie)

Pour contrôler l’expansion du scarabée japonais à l’extérieur des régions déjà infestées, les gouvernements canadien et américain ont adopté une approche harmonisée d’exigences phytosanitaires en matière d’exportations et d’importations.
Au Canada, la loi sur la protection des végétaux et la directive D-96-15 réglemente le déplacement des matières pouvant être infectées (plantes, sols, matériel de pépinière) à l’extérieur des zones canadiennes ou américaines contaminées. Pour les États-Unis, il faut consulter le U.S.Domestic Japanese Beetle Harmonization Plan.
Les programmes de lutte contre le scarabée japonais ne permettront pas d'éliminer le phytoravageur du Canada ou des États-Unis. Mais l’établissement de zones réglementées permettrait seulement de limiter ou de retarder la propagation du scarabée japonais dans certaines provinces canadiennes et dans certains états américains encore indemnes.

#### Distribution et zones infestées
Pour le moment, cinq provinces canadiennes et trente États américains sont infestés par le scarabée japonais.
« Les provinces de l'Ontario, du Québec, du Nouveau-Brunswick, de la Nouvelle-Écosse et de l'Île–du-Prince-Édouard ont été déclarées zones réglementées pour le scarabée japonais en vertu de la Loi sur la protection des végétaux. »
Les États partiellement ou entièrement infestés par le scarabée japonais aux États-Unis sont les suivants :
Alabama, Arkansas, Caroline du Nord, Caroline du Sud, Connecticut, Delaware, District de Columbia, Georgie, Illinois, Indiana, Iowa, Kansas, Kentucky, Maine, Massachusetts, Michigan, Mississippi, Minnesota, Missouri, Nebraska, New Hampshire, New Jersey, New York, Ohio, Oklahoma, Pennsylvanie, Rhode Island, Tennessee, Texas, Vermont, Virginie, Virginie-Occidentale, Wisconsin.
Une zone réglementée est une zone infestée totalement ou partiellement par le scarabée japonais.

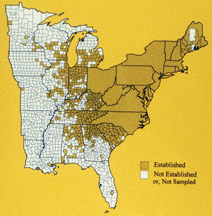
Distribution du scarabée japonais aux États-Unis

En dehors de ces cinq provinces et trente États, on ne retrouve pas de scarabée japonais sur le reste du territoire canadien et américain.

### En Europe
En Europe, l'espèce est présente en Italie du Nord dans la plaine du Pô, ainsi qu'au sud de la Suisse en continuité avec la zone envahie italienne, dans les cantons du Tessin et du Valais. Il y a également des populations isolées dans le nord de la Suisse. En France les premiers signalements ont lieu dans le Haut-Rhin en 2025.
L'invasion avait été signalée pour la première fois en 2014 à proximité de l’aéroport international de Malpensa, et malgré toutes les mesures mises en place, rien n'a pu empêcher l'expansion de l'espèce. La zone envahie en Italie du Nord atteint plus de 16 000 km2 en 2023, en un patch arrondi qui inclut Milan et qui s'étend chaque année dans toutes les directions.
Les Alpes ne peuvent constituer une barrière écologique efficace pour empêcher la propagation de l'espèce dans le reste de l'Europe. En effet l'espèce est naturellement présente dans une vaste gamme d'altitudes au Japon et dans des régions assez froides comme Sakhaline en Russie. Et même dans le cas où les Alpes seraient une barrière, elles peuvent être traversées par des passages assez bas (Brener, Resia) ou contournées. En 2023 l'espèce était déjà présente dans le canton du Valais en Suisse à des altitudes élevées, mais en restant sur le versant méridional des Alpes, après avoir envahie la province du Verbano-Cusio-Ossola du côté italien. Le franchissement du col du Simplon par l'espèce était imminent. Enfin en 2024, une vingtaine d'individus sont collectés indépendamment dans sept communes de la vallée du Rhône en Valais, dont Sierre. L'invasion du versant nord des Alpes a donc désormais débuté.
Cet insecte peut aussi se retrouver dans tous types de véhicules ou des marchandises et ainsi être transporté sur de longues distances ; c'est probablement le moyen le plus sûr de son expansion à long terme en Europe, malgré les précautions déjà largement déployées. Ainsi, deux spécimens isolés capturés dans des pièges à phéromones ont été identifiés début juillet 2025 en France à Mulhouse et à Saint-Hippolyte, à proximité des infrastructures de transport en provenance de Suisse et d'Italie. Également en 2025, deux spécimens morts ont été retrouvés dans du matériel importé d'Italie dans une usine de Belgique. En Espagne, une personne revenant d'Italie a retrouvé un spécimen vivant dans ses bagages, et depuis plusieurs années d'autres spécimens isolés ont été capturés dans des pièges de surveillance placés proches des axes de transport en plusieurs points d'Europe assez éloignés des foyers de présence,.
Des individus ont été collectés en 2023 à Kloten dans le nord de la Suisse, c'était la première population considérée comme établie au nord des Alpes. En 2024 une autre population est également trouvée à Bâle, en Suisse, près des frontières française et allemande. Il s'agit de nouveaux foyers de présence, isolés de la zone d'invasion principale, probablement fondés par des individus transportés accidentellement. D'autres populations établies sont signalées dans les cantons de Soleure et de Schwyz.
L'espèce a aussi envahie les Açores dans les années 1970. Passée progressivement d'îles en îles par les transports maritimes, elle est aujourd’hui largement présente dans l'archipel.
Popillia japonica fait partie des organismes de quarantaines prioritaires. Un projet Horizon 2020 de l'Union européenne avec la collaboration de la Suisse, vise à développer des méthodes de luttes durables contre ce ravageur,.
En Europe il ne faut pas confondre le scarabée japonais avec des espèces autochtones, notamment le hanneton horticole (Phyllopertha horticola), commun dans toute l'Europe, mais aussi le hanneton bronzé (Anomala dubia). Ces espèces n'ont pas les cinq touffes de poils blancs très visibles de chaque côté de l'abdomen qui caractérisent le scarabée japonais. Les espèces du genre Anisoplia lui ressemblent également et présentent des touffes de poils semblables de chaque côté de l'abdomen, mais ces espèces se différencient par leur coloration plus ou moins différente. Le hanneton du blé (Anisoplia austriaca) d'Europe centrale et orientale est l'un des plus susceptibles d'être confondu. En France on trouve dans ce genre Anisoplia villosa, Anisoplia remota et Anisoplia tempestiva, qui présentent une pilosité plus abondante et des poils plus longs que chez le scarabée japonais et une coloration moins vive et métallique que ce dernier.

### En Asie
Popillia japonica est une espèce naturellement présente seulement dans l'archipel japonais et à Sakhaline (endémisme). Il n'est pas naturellement présent en Asie continentale, où il est cependant remplacé par une diversité d'espèces proches du genre Popillia. Mais plusieurs nouveaux foyers de présence de Popillia japonica ont été reportés en Asie continentale : au Vietnam depuis 2011, au Bhoutan depuis 2015, et depuis 2020 en Chine (plusieurs points), à Taïwan et en Corée du Sud. Cependant une grande partie de ces signalements pourraient être le fruit de confusions avec d'autres espèces du genre Popilla indigènes d'Asie continentale, très apparentées et presque indifférenciables.

## Mesures d’intervention
,,,,

### Méthode de contrôle et d’intervention pour le scarabée japonais adulte

#### Identification des dommages causés par un scarabée japonais adulte
- Les feuilles des plantes attaquées ont une apparence squelettique et brunissent avant de tomber.
- On observe plusieurs groupes de scarabées japonais s’agglutinant sur les feuilles des plantes.

#### Méthodes d’intervention et de contrôle
1. Éliminer le plus possible de scarabées japonais manuellement (ou à l’aide d’un petit aspirateur). La capture est plus facile tôt le matin car la rosée rend le vol des scarabées japonais plus difficile.
2. L’extrait d'huile de Neem vaporisé serait une méthode de dissuasion permettant de repousser efficacement les scarabées japonais. La vaporisation sur les feuilles de l’arbre doit être répétée après la pluie[26].
3. Installer des pièges à scarabée japonais près d’une plante attaquée. Plusieurs études ont démontré que les pièges les plus efficaces sont ceux qui allient à la fois des leurres associés à la nourriture et des leurres composés de phéromones sexuels. Un tel piège devrait comprendre les composés suivants : « phenéthyle », « propionate », « eugénol » et « géranicol »[27] (des leurres de nourriture) et du « japonilure » (une phéromone sexuelle synthétique). L’efficacité du piège augmente lorsqu’il est vidé quotidiennement. L’odeur des scarabées japonais en décomposition laissés dans le piège repousserait les scarabées ou masquerait le mélange olfactif attirant les scarabées japonais vers le piège.
4. Certains insecticides sont disponibles sur le marché pour lutter contre le scarabée japonais. Il est préférable de les utiliser pendant la seconde moitié du mois de juillet.
5. Dès 1920, des hannetons ont été observés, paralysés après avoir consommé les pétales des pélargoniums hybrides (Pelagornium zonal). Des études ont permis d'isoler une substance active qui agit sur le système nerveux de ce hanneton, l'acide quisqualique, qui pourrait devenir un agent de lutte contre cette espèce en expansion[28].
6. L'institution de recherche agricole Agroscope utilise une souche de champignons entomopathogènes[4].

#### Limite des méthodes d’intervention
1) Pièges
D’après une étude de l’Easter Illinois University effectuée sur des plants de soja, les pièges auraient tendance à attirer plus de scarabée japonais vers les plantes adjacentes que dans les pièges. On appelle ce phénomène le « Trap Spillover ». Les femelles seraient attirées dans la direction générale du piège plutôt que sur le piège lui-même. L’amas des femelles sur les feuilles des plantes adjacentes aurait alors tendance à devenir plus attractif que le piège pour les mâles en recherche de partenaires sexuels.
Par contre, les pièges restent une méthode très efficace pour détecter de nouvelles invasions ou pour évaluer la distribution des scarabées japonais sur un terrain.

### Méthodes de contrôle et d’intervention adaptées au stade larvaire du scarabée japonais

#### Identification des dommages
- Flétrissement et jaunissement de la pelouse (le plus souvent au mois d’août et de septembre)
- Mort d’une partie de la pelouse
- Présence de larves sous les zones de gazon sec

#### Méthodes d’intervention et de contrôle
,,
1. Encourager la présence de prédateurs (ex : oiseaux, blaireaux)
2. Changer la pelouse (en cas de très grande infestation)
3. Travailler le sol et ramasser tous les vers blancs et les nymphes visibles, puis ressemer
4. Garder la pelouse haute pour rendre la ponte plus difficile
5. Éviter de créer un milieu humide idéal pour la ponte
6. Faire du sarclage au début du printemps et à l’automne lorsque les larves sont près de la surface.
7. Utiliser des pesticides
8. Utiliser des nématodes entomophages (lutte biologique)[31]. Tous les nématodes n’ont pas la même efficacité pour lutter contre le scarabée japonais. Le nématonde entomophage le plus efficace serait le Steinernema kushidai[31].
9. Utiliser le Bacillus popilliae[31]. En ingérant le Bacillus popilliae, le scarabée japonais contracte la maladie laiteuse qui cause sa mort prématurée.

La bactérie n’est pas recommandée à un propriétaire de petit terrain aux prises avec une infestation de scarabées japonais. En effet, les effets de la bactérie s'évaluent sur plusieurs années.
À noter : la bactérie n’est pas homologuée au Canada.

#### Limites des méthodes d’intervention
1) Les Nématodes
Les coûts peuvent être élevés et l’efficacité des nématodes peut varier selon la formule commerciale employée. Les nématodes sont aussi très sensibles à la chaleur, l’humidité du sol, à l’exposition au soleil et à plusieurs autres facteurs biotiques et leur efficacité dépend d'une application constante et répétée.
2) Le Bacillus popilliae
Les désavantages du traitement par la bactérie est que son action est lente, son achat coûteux et qu'il n'affecte pas les Scarabées japonais adultes.